# 中華民國海軍陸戰隊指揮部烏坵守備大隊
烏坵守備大隊，屬於中華民國海軍陸戰隊轄下的一個直屬大隊，專責守衛烏坵，故該大隊防區精神為「同島一命」、「永保烏坵」。

## 簡介
- 1973年9月1日，中華民國陸軍反共救國軍第二大隊返回臺灣，編入陸軍輕裝步兵師，防務由海軍總司令部接管。海軍總部指派海軍陸戰隊第二師第三營接手烏坵防務（初期由海軍陸戰隊兩個師按次輪防），屬海軍總部一級管制單位，全名為海軍烏坵守備區。
- 1997年1月，實施精實案，改為海軍陸戰隊司令部指揮。
- 2001年3月，精實案定編，烏坵守備營改隸屬於烏坵指揮部。
- 2008年底，改為烏坵守備大隊。

## 駐地
烏坵守備大隊的駐地即金門縣烏坵鄉大坵嶼和小坵嶼。

## 編制
- 大隊長 一位 上校

直屬單位：
- 大隊部

下屬單位：
- 守備第一中隊
- 守備第二中隊
- 防空區隊
- 支援區隊

## 相關事件

### 李鎧自殺
1994年11月10日，海軍烏坵守備區指揮部少將指揮官李鎧在辦公室持45手槍對自己心臟開"兩槍"身亡，這是中華民國國軍轉進至臺灣以來第一次有前線指揮官自殺，引起社會高度關注。
由於1993年12月尹清楓離奇遇害，李鎧曾擔任獵雷艦接艦任務（見拉法葉軍購案），加上李死後數日，獵雷艦上又有一名趙姓中士身亡，當時外界各種聯想猜測不斷；之後海軍總部專案調查小組報告出爐，自殺原因為「公款未法用、工程進度落後、家庭因素導致身心障礙……」，並以此結案。
對於此案，外界質疑：
1. 為何有人能持槍對準自己的心臟射出第一槍後不死，且尚有餘力再對自己開第二槍才斃命？
2. 為何當時李鎧身上所著軍服無火藥反應？
3. 李於同年元月剛晉升少將，妻子剛誕下一女，何以有心理壓力過大的理由？[2]

### 吉品盛自殺
2013年12月31日，海軍陸戰隊烏坵守備大隊政治作戰處處長中校吉品盛返回屏東縣萬丹鄉老家時燒炭自殺。當時39歲、未婚的吉品盛，原定於12月23日至31日間在台灣本島休假。2014年1月1日，由於吉品盛仍在家中，吉母查看其房間，發現已氣絕身亡。
有海軍官員向《蘋果日報》爆料，國軍991營站僅五、六年間，便已累計達新台幣六十萬元的虧空，而上級長官要甫接任滿半年的吉品盛一人扛下所有責任，吉品盛因此自殺。
新聞見報後，即被其所屬海軍陸戰隊指揮部否認。軍方稱該案已進入司法調查階段，並未要求吉一人扛下；軍方並稱，家屬向軍方告知吉品盛在兩頁遺書中，一頁表示自己對不起家人，另一頁表示自己因為調派至外島後不適應，心理壓力過大導致產生憂鬱症而厭世，未提及991營站的鉅額虧損。